# Inre Notgrundet
Inre Notgrundet är en ö i Finland.   Den ligger i kommunen Esbo i den ekonomiska regionen  Helsingfors  och landskapet Nyland, i den södra delen av landet, 12 km sydväst om huvudstaden Helsingfors.